# Santidéva

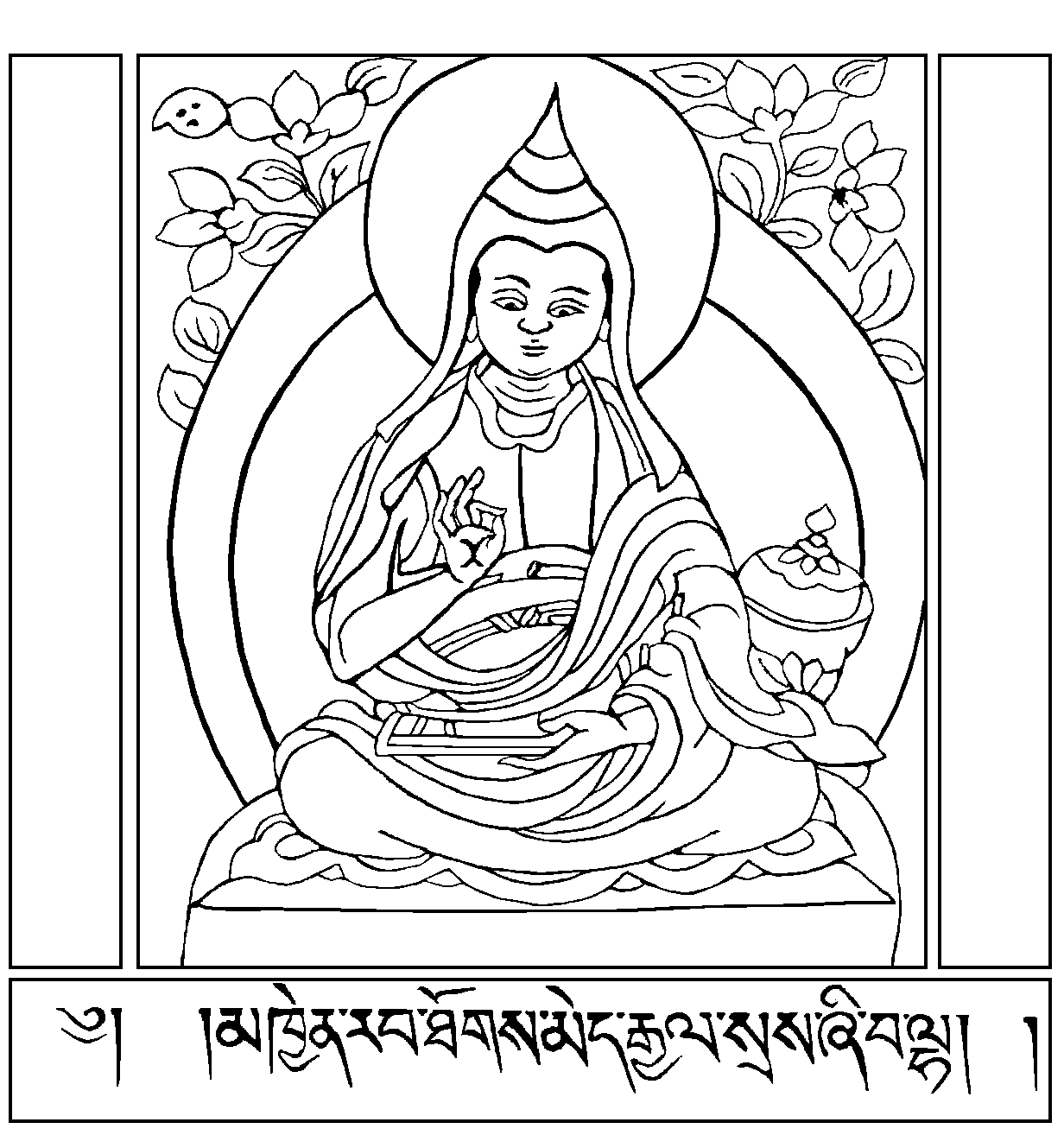
Santidéva tibeti ábrázolása

Santidéva (szanszkrit: Śāntideva, kínai: 寂天, tibeti: ཞི་བ་ལྷ།, wylie: Zhiwa Lha, mongol: Шантидэва гэгээн) 8. századi indiai buddhista szerzetes és a Nálanda egyetem professzora. Nágárdzsuna madhjamaka filozófiai iskoláját képviselte.

## Élete
A kelet-ázsiai mádhjamaka hagyományban két különböző személyt is Santidévának neveznek. Az egyik az Avaivartika buddhista közösség 6. századi alapítója, illetve a másik a Nálanda egyetem 8. századi tanítója. A régészeti felfedezések ezen utóbbi személyhez találtak bizonyítékokat. Santidéva idejéből származik két tibeti forrás, két történész írása: Butön Rincsendrub és Táranátha. Az elmúlt években fedeztek fel tudósok egy 14. századból származó nepáli nyelvű kéziratot Santidéva életéről. Santidéva életét írja le szintén Kunzang Pelden (vagy más néven Khenpo Kunpel, 19. századi tibeti buddhista tudós) The Nectar of Manjushri's speech (Mandzsusrí beszédének nektárja) című könyvében.
Santidéva Szaurastra nevű régióban született (a mai Gudzsarát), egy Kaljanavarman nevű király gyermekeként, és a Santivarman nevet kapta.
Pema Chödrön szerint Santidévát nem szerették Nálandában.
|  | „Úgy tűnik, hogy azok közé tartozott, akik sosem jelentek meg semmi miatt, sosem tanult és nem járt a gyakorlati órákra sem. Szerzetestársai úgy tartották, hogy az három megvalósítása nem más, mint az evés, az alvás és az ürítés.” |
|  | |

Miután noszogatták, hogy tartson beszédet az egész egyetem előtt, Santidéva előadta a A bodhiszattva ösvényét.

## Művei

### Siksászamuccsaja
A Siksászamuccsaja (Tréning antológia) egy 19 fejezetes prózai mű. Rendszerezett szövegmagyarázat a 27 rövid emlékezeterősítő versszakhoz, amelyeket úgy neveznek, hogy Siksászamuccsaja káriká. Elsősorban szútraidézeteket tartalmaz (különböző hosszúságban), amelyről úgy tartják, hogy Buddha eredeti tanításai, azaz buddha-vacsana — ezeket a szútrákat főleg a mahájána buddhizmusban használják, köztük a Szamádhirádzsa-szútra (vagy más néven Csandrapradípa-szútra).

### Bódhicsarjávatára
Santidéva legfőbb műve a Bodhiszattva-csarjávatára. Angol fordítása elérhető online, magyar fordítását a Buddhista Meditáció Központ készítette el A bódhiszattva ösvény címmel. A hosszú, 130 oldalas költemény leírja a megvilágosodás folyamatát az első gondolattól a teljes buddhaságig. Ezt a szöveget a mai napig tanulják a mahájána és a vadzsrajána buddhista gyakorlók.
A költeményhez szövegmagyarázatot készített a 14. dalai láma, Tendzin Gyaco is, amelynek címe A Flash of Lightning in the Dark of Night, amelyet angol nyelven 1994-ben adtak ki. A türelemről szóló fejezethez külön könyv készült szintén a dalai láma közreműködésével, amelynek címe Healing Anger (1997), illetve később a bölcsességhez is készült egy másik könyv Practicing Wisdom (2004) címmel.

## Magyarul megjelent művei
- A megvilágosodás útja; ford. Chos-kyi 'odzer, bev. Ligeti Lajos; Belső-ázsiai Intézet, Bp., 1966 (Mongol nyelvemléktár)
- A bódhiszattva ösvény, 1-8. fejezet; Buddhista Meditáció Központ–Karma Ratna Dargye Ling, Tar–Bp., 2001 (Buddhista meditáció)